# In Memory Of (Stanley Turrentine)
In Memory Of è un album di Stanley Turrentine, pubblicato dalla Blue Note Records nel 1979.
Il disco era stato registrato il 3 giugno 1964 al "Rudy Van Gelder Studio" di Englewood Cliffs nel New Jersey (Stati Uniti).

## Tracce
Lato A
1. Fried Pies – 10:26 (Wes Montgomery)
2. In Memory Of – 6:57 (Randy Weston)
3. Niger Mambo – 3:23 (Randy Weston)

Lato B
1. Make Someone Happy – 6:19 (Betty Comden, Adolph Green, Jule Styne)
2. Jodie's Cha Cha – 6:13 (Bill Lee)
3. Sunday in New York – 6:48 (Carroll Coates, Peter Nero)

## Musicisti
Stanley Turrentine Septet
- Stanley Turrentine - sassofono tenore
- Herbie Hancock - pianoforte
- Blue Mitchell - tromba
- Curtis Fuller - trombone
- Bob Cranshaw - contrabbasso
- Otis Finch - batteria
- Mickey Roker - congas (brani A1 & A2)